# Luduş
Luduș (rumænsk udtale: [ˈluduʃ]; ungarsk: Marosludas eller Ludas;  tysk: Ludasch) er en by i Transsylvanien, Rumænien i distriktet Mureș.  Den ligger ved floden Mureș, 44 km sydvest fra distriktets hovedstad Târgu Mureș. Byen har 14.757 (2021) indbyggere.
Luduș administrerer seks landsbyer: Avrămești (Eckentelep), Cioarga (Csorga), Ciurgău (Csorgó), Fundătura (Mezőalbisitelep eller Belsőtelep), Gheja (Marosgezse) og Roșiori (Andrássytelep).

## Historie
Luduș blev første gang nævnt i et dokument i 1377 (den indlemmede landsby Gheja blev allerede nævnt i 1366). Stedet - der indtil 1918 hørte under henholdsvis Kongeriget Ungarn, Fyrstendømmet Transsylvanien og Østrig-Ungarn - var længe landsbyagtigt, men havde en vis betydning som lokalt handelscentrum. I 1800 fik den status som kommune, og i 1850 blev den et lokalt administrativt center. I 1871 fik Luduș den første jernbaneforbindelse, og lidt senere blev landsbyen et jernbaneknudepunkt på grund af en forgrening mod nord i retning af Bistritz.